# Anormenis nigrolimbata
Anormenis nigrolimbata är en insektsart som först beskrevs av Fowler 1900.  Anormenis nigrolimbata ingår i släktet Anormenis och familjen Flatidae. Inga underarter finns listade i Catalogue of Life.